# Sawyczi (przystanek kolejowy)
Sawyczi (ukr. Савичі) – przystanek kolejowy w miejscowości Kupyne, w rejonie szepetowskim, w obwodzie chmielnickim, na Ukrainie. Położony jest na linii Kalinkowicze – Szepetówka.